# Altés
Altés es una entidad de población española del municipio leridano de Basella, en la comunidad autónoma de Cataluña.

## Historia
A mediados del siglo XIX, el lugar, por entonces con ayuntamiento propio, tenía contabilizada una población de 130 habitantes. La localidad aparece descrita en el segundo volumen del Diccionario geográfico-estadístico-histórico de España y sus posesiones de Ultramar de Pascual Madoz de la siguiente manera: 

ALTES: l. con ayunt. de la prov. de Lérida (20 horas), part. jud. de Solsona (4), adm. de rent. de Cervera (12), aud. terr. y c. g. de Cataluña (Barcelona 30), dióc. de Seo de Urgel (12), oficialato de Oliana: sit. sobre una colina de 70 pasos de elevacion á la márg. izq. del riach. llamado Ribera-Salada: le combaten todos los vientos, y goza de clima saludable: tiene 12 casas de mediana fáb.; pero bastante espaciosas, agrupadas al rededor de una pequeña plaza, y 15 chozas habitadas y dispersas en el térm. Hácia el N., é inmediata al pueblo, está la igl. parr. bajo la advocacion del Apóstol San Pedro, servida por un cura párroco, cuyo destino de la clase de rectorías, es de segundo ascenso y lo provee S. M. ó el diocesano, segun los meses en que vaca, mediante oposicion en concurso general; el edificio, que fue construido en 1828, tiene 60 palmos de long., 30 de lat., y 45 de altura; y consta de una sola nave con tres altares y de una sencilla torre, en la cual hay una campana, y no ofrece cosa alguna que llame la atencion: cerca del mismo se halla la casa que habita el párroco, llamada la Abadía, construida sobre un peñasco. A 100 pasos del pueblo, y en parage muy ventilado se encuentra el cementerio. Confina el térm. por N. con el de Oliana (3/4 de hora), por E. con los de Salsa y Ogern (1/4), por S. con el de Madrona (1), y por O. con el de Basella (1/4): el terreno casi en su totalidad se ve cubierto de montes que forman cord., á las cuales se da el nombre de Costas de Altes, elevándose al S. de la pobl. la sierra llamada de Madrona, y por el lado del N. la de Coll-de-Banch. El espresado riach. Ribera-Salada, fluye al pie de la colina, sobre la cual se dijo existe el pueblo: sus aguas, por su calidad salobre, únicamente sirven para dar impulso á un molino harinero, y para riego de algunos huertecitos; su corriente es muy rápida, y tan considerables sus avenidas, que frecuentemente impiden las comunicaciones de los vec. y la de los viajeros, obstruyéndolos caminos locales, y los que conducen de Lérida á la Cerdaña y Seo de Urgel, todos de herradura. Los hab. aprovechan para surtido de sus casas las de escasas fuentes que brotan en el térm., y suelen agotarse durante el estio, y las pluviales recogidas en balsas. Las tierras destinadas á cultivo, ademas de los referidos huertecitos, ascienden á unos 140 jornales de secano y de mediana calidad, entre los cuales se cuentan algunos viñedos; lo demas del terreno es, como se ha dicho, montuoso y lleno de asperezas, donde se crian pinos bastante malos, robles, encinas, y muchos pastos para el ganado: prod. poco trigo, cebada, avena, bastante escaña y centeno, legumbres, patatas, algun aceite, vino, y varias frutas; cria ganado de cerda, lanar, cabrio, y el indispensable vacuno para la labranza; hay caza mayor y menor, y pesca abundante de barbos, anguilas y truchas en la Ribera Salada: pobl.: 27 vec., 130 alm.: cap. imp.: 28,911 rs.: contr.: incluso el presupuesto municipal con 2,942 rs. que se reparten entre los vec., por carecer de propios y arbitrios. Celebra este pueblo la festividad del Sto. titular de la parr., el 29 de junio, y la de San Roque, como patron, el 16 de agosto.
(Madoz, 1845, pp. 209-210)

Hoy día pertenece al municipio de Bassella. En 2022, tenía empadronados 33 habitantes.

## Patrimonio
En el lugar hay una iglesia bajo la advocación del Apóstol San Pedro.